# Вадово-Сосновка
Ва́дово-Сосно́вка (рос. Вадово-Сосновка, ерз. Вад Веле) — село у складі Зубово-Полянського району Мордовії, Росія. Входить до складу Мордовсько-Полянського сільського поселення.
Населення — 98 осіб (2010; 113 у 2002).
Національний склад станом на 2002 рік:
- мордва — 99 %